# Подъязычная слюнная железа человека
Подъязычная слюнная железа человека (лат. glandula sublingualis) — парная слюнная железа. Наряду с околоушными и подчелюстными, подъязычные железы относятся к так называемым большим слюнным железам.

## Анатомия
Подъязычные слюнные железы - наименьшие среди «больших» слюнных желёз. Масса одной железы около 5 г. Форма желёз сплюснуто-овальная. Это сложная альвеолярно-трубчатая железа с преимущественно слизистым типом секреции.
Железа располагается сразу под слизистой оболочкой дна полости рта, с обеих сторон от языка, на верхней поверхности челюстно-подъязычной мышцы. Латерально соприкасается с внутренней поверхностью тела нижней челюсти в области подъязычной ямки. Медиально прилежит к подбородочно-язычной мышце, подбородочно-подъязычной мышце, подъязычно-язычной мышце.
От каждой из подъязычных желёз отходит большой подъязычный проток (называемый также бартолиновым протоком), открывающийся или отдельно на подъязычном сосочке, или одним общим отверстием с выводным протоком подчелюстной железы. Кроме того, от подъязычных желёз отходит ряд малых протоков (называемых также ривинусовскими или бахмановскими протоками), большинство из которых открывается на подъязычной складке.
Иннервация: секреторная парасимпатическая - поднижнечелюстной ганглий и барабанная струна (лицевой нерв); симпатическая - наружное сонное сплетение
Кровоснабжение: подъязычная артерия, подбородочная артерия.
Венозный отток: подъязычные вены.
Лимфотток: поднижнечелюстные и латеральные глубокие шейные узлы.

## Функция
Основной функцией слюнных желёз является секреция слюны. Подъязычные железы выделяют слюну, содержащую серозный (белковый) секрет. Она более богата муцином, чем слюна околоушных и подчелюстных желёз, имеет выраженную щелочную реакцию и высокую фосфатазную активность.

## Источник
- Трифонов Е. В. Психофизиология человека. Слюнные железы. Назначение. Строение.